# Ray Winstone
Raymond Andrew "Ray" Winstone (născut la 19 februarie 1957) este un actor englez de film și de televiziune. Este cel mai cunoscut pentru rolurile sale de "tip dur", începând cu rolul lui Carlin din filmul Scum (1979) și al lui Will Scarlet din serialul de televiziune  Robin of Sherwood. El a ajuns, de asemenea, foarte cunoscut ca actor de voce, implicându-se recent în producția de filme. A apărut în filme precum Cold Mountain, Nil By Mouth, King Arthur, The Proposition, The Departed, Beowulf, Indiana Jones and the Kingdom of the Crystal Skull sau Edge of Darkness. Winstone interpretează rolul regelui Tubal-cain în filmul Noe  din 2014.

## Filmografie
| An   | Titlu                                                          | Rol                     | Note |
| ---- | -------------------------------------------------------------- | ----------------------- | --- |
| 1976 | The Sweeney                                                    |                         | |
| 1977 | Scum                                                           | Carlin                  | |
| 1979 | That Summer                                                    | Steve Brodie            | Nominalizare – BAFTA Award for Best Newcomer |
| 1979 | Scum                                                           | Carlin                  | |
| 1979 | Quadrophenia                                                   | Kevin Herriot           | |
| 1981 | Ladies and Gentlemen, The Fabulous Stains                      | Billy                   | |
| 1983 | Auf Wiedersehen, Pet                                           | Colin                   | serial TV (1 episod) |
| 1984 | Robin of Sherwood                                              | Will Scarlet            | film TV |
| 1994 | Ladybird, Ladybird                                             | Simon                   | |
| 1996 | One Foot in the Grave                                          | Vagrant/Millichope      | episod special de Crăciun |
| 1997 | Nil by Mouth                                                   | Ray                     | British Independent Film Award for Best Actor Nominalizare – BAFTA Award for Best Actor in a Leading Role                                            |
| 1997 | Face                                                           | Dave                    | |
| 1997 | Our Boy                                                        | Woody Williamson        | film TV |
| 1998 | Martha, Meet Frank, Daniel and Laurence                        | Pederesen               | |
| 1998 | Final Cut                                                      | Ray                     | |
| 1998 | Brand New World                                                | Colonel                 | |
| 1999 | Darkness Falls                                                 | John Barrett            | |
| 1999 | The War Zone                                                   | Dad                     | Nominalizare – British Independent Film Award for Best Actor Nominated – European Film Award pentru Cel mai bun actor                                |
| 1999 | Births, Marriages and Deaths                                   | Alan                    | Serial nominalizat la – BAFTA TV Award – Best Drama Serial                                                                                           |
| 1999 | Tube Tales                                                     | Father                  | Segment: My Father the Liar |
| 2000 | There's Only One Jimmy Grimble                                 | Harry                   | |
| 2000 | Sexy Beast                                                     | Gary 'Gal' Dove         | Nominalizare – British Independent Film Award for Best Actor Nominated – Jameson People's Choice Award pentru Cel mai bun actor european             |
| 2000 | Love, Honour and Obey                                          | Ray Kreed               | |
| 2001 | Last Orders                                                    | Vince 'Vincey' Dodds    | Nominalizare – European Film Award pentru cel mai bun actor (împărțit cu Michael Caine, Tom Courtenay, David Hemmings și Bob Hoskins)                |
| 2001 | The Martins                                                    | Mr. Marvel              | |
| 2002 | Ripley's Game                                                  | Reeves                  | |
| 2003 | Henry VIII                                                     | Henry VIII              | film TV |
| 2003 | Cold Mountain                                                  | Teague                  | |
| 2004 | Everything                                                     | Richard                 | |
| 2004 | King Arthur                                                    | Bors                    | |
| 2005 | The Proposition                                                | Captain Stanley         | San Diego Film Critics Society Award for Best Supporting Actor Nominalizare– Australian Film Institute Award pentru cel mai bun Actor, rol principal |
| 2005 | The Magic Roundabout                                           | Soldier Sam (voce)      | |
| 2005 | The Chronicles of Narnia: The Lion, the Witch and the Wardrobe | Mr. Beaver (voce)       | |
| 2005 | Vincent                                                        | Vincent Gallagher       | film TV; International Emmy Award for best actor |
| 2006 | Sweeney Todd                                                   | Sweeney Todd            | film TV |
| 2006 | All in the Game                                                | Frankie                 | film TV |
| 2006 | The Departed                                                   | Arnold alias Mr. French | |
| 2006 | Breaking and Entering                                          | Bruno Fella             | |
| 2007 | Beowulf                                                        | Beowulf                 | |
| 2008 | Fool's Gold                                                    | Moe Fitch               | |
| 2008 | Indiana Jones and the Kingdom of the Crystal Skull             | George "Mac" McHale     | |
| 2008 | Compulsion                                                     | Don Flowers             | |
| 2009 | The Devil's Tomb                                               | Blakely                 | |
| 2009 | 44 Inch Chest                                                  | Colin Diamond           | |
| 2009 | Fathers of Girls                                               | Frank Horner            | |
| 2010 | Sex & Drugs & Rock & Roll                                      | William Dury            | |
| 2010 | Percy Jackson & the Olympians: The Lightning Thief             | Ares                    | nemenționat |
| 2010 | Edge of Darkness                                               | Matthew Jedburgh        | |
| 2010 | 13                                                             | Ronald Lynn             | |
| 2010 | London Boulevard                                               | Gant                    | |
| 2010 | Tracker                                                        | Arjan van Diemen        | |
| 2010 | Ben Hur                                                        | Quintus Arrius          | miniserial TV |
| 2011 | Killzone 3                                                     | Admiral Orlock (voce)   | Joc video |
| 2011 | Rango                                                          | Bad Bill (voce)         | |
| 2011 | Hugo                                                           | Uncle Claude            | |
| 2011 | The Hot Potato                                                 | Kenny Smith             | |
| 2011 | Great Expectations                                             | Abel Magwitch           | serial TV |
| 2012 | Elfie Hopkins                                                  | Butcher Bryn            | Rol cameo |
| 2012 | Snow White and the Huntsman                                    | Gort                    | Doar capul |
| 2012 | The Sweeney                                                    | Jack Regan              | |
| 2012 | Run for Your Wife                                              | Cameo role              | nemenționat |
| 2012 | Ashes                                                          | Frank                   | |
| 2014 | Lords of London                                                | Terry Lord              | sau Lost in Italy, direct-pe-video |
| 2014 | Moonfleet                                                      | Elzevir Block           | miniserial TV |
| 2014 | Noah                                                           | Tubal-cain              | |